# Nova Canaã (Cariacica)
Nova Canaã é um bairro localizado na região 1 do município de Cariacica, Espírito Santo, Brasil.
É um bairro localizado as margens da Bahia de Vitória e faz divisa com os bairros Porto Novo, Flexal I e II e alguns outros da vizinhança.